# Route nationale 125b
La route nationale 125B ou RN 125B était une route nationale française reliant Mauléon-Barousse à Saléchan.
À la suite de la réforme de 1972, elle a été déclassée en RD 924.

## Ancien tracé de Mauléon-Barousse à Saléchan (N125b)
- Mauléon-Barousse
- Cazarilh
- Thèbe
- Siradan
- Saléchan

## Actuel tracé de Siradan à Mauléon-Barousse (D 924)
Depuis 1972 l'actuel tracé démarre à l'intersection de la DD 825 à Siradan, passe au sud de Thèbe, traverse le lieu-dit de Balestas et Cazarilh pour se terminer à Mauléon-Barousse l'intersection de la DD 925.

## Descriptif

### Longueur
L'itinéraire présente une longueur de 6 km.

### Nombre de voies
La RD 924 est sur la totalité de son tracé bidirectionnelle à deux voies.

### Tracé
Elle est entièrement dans le Pays des Nestes en Barousse.

## Gestion, entretien et exploitation

### Organisation territoriale
En 2021, les services routiers départementaux sont organisés en cinq agences techniques départementales et 25 centres d'exploitation qui ont pour responsabilité l’entretien et l’exploitation des routes départementales de leur territoire.
La RD 924 dépend de l'agence des Pays des Nestes et du centre d'exploitation de Loures-Barousse.